# Nadia Murad
Nadia Murad Basee (in curdo نادیە موراد بەسێ تەھا،‎; in arabo نادية موراد‎?; Kocho, 10 marzo 1993) è un'attivista per i diritti umani irachena di religione yazida che vive in Germania.
Nell'agosto del 2014 venne rapita e tenuta in ostaggio da parte dello Stato Islamico. 
Dal settembre 2016, è prima ambasciatrice ONU per la dignità dei sopravvissuti alla tratta di esseri umani, e nel 2018 ha ricevuto, assieme a Denis Mukwege, il Premio Nobel per la pace.

## Biografia
Nadia Murad nacque nel 1993 in una famiglia povera nel nord dell'Iraq. Due anni dopo la fine della Guerra del Golfo, il paese è ancora governato con il pugno di ferro dal presidente Saddam Hussein e dal partito Baath. La famiglia di Nadia appartiene alla minoranza religiosa yazida (religione monoteista). È cresciuta con i suoi dodici fratelli in una fattoria  nel villaggio di Kocho (o Kojo), vicino a Sinjar, la più grande città yazida.
Nel 2003 suo padre morì. Durante la guerra in Iraq perse un anno di studio perché sua madre si rifiutò di lasciarla andare a studiare nella città vicina. Ha dovuto aspettare l'apertura di un college a Kocho per poter tornare a scuola, che ha lasciato a 17 anni. Dotata di buona memoria, amava particolarmente la storia.

### Catturata dall'Isis
Nell'agosto del 2014, quando era una studentessa di ventuno anni, degli uomini dell'Isis giunsero nel villaggio di Kocho, radunarono la comunità yazida e uccisero 600 persone, tra cui 6 fratelli di Nadia, e la resero schiava, diventando così una delle 6,700 e più donne yazide fatte prigioniere dall'Isis in Iraq.
Venne portata come schiava nella città di Mosul dove fu picchiata, ustionata con mozziconi di sigarette e stuprata dagli uomini dell'ISIS. Nel novembre dello stesso anno riuscì a fuggire quando un soldato dell'ISIS si scordò di chiudere a chiave la porta dell'abitazione in cui era tenuta prigioniera. Nadia trovò rifugio presso una famiglia della zona che l'aiutò a raggiungere il campo profughi di Dihok, nel nord dell'Iraq, e da lì Stoccarda, in Germania. Prima di lasciare il campo profughi, nel febbraio 2015 aveva per la prima volta testimoniato, sotto lo pseudonimo di Basima, ciò che le era accaduto al giornale La Libre Belgique.

### Alle Nazioni Unite
Il 16 dicembre 2015 Nadia si presentò presso il Consiglio di sicurezza delle Nazioni Unite per discutere, per la prima volta nella storia dell'organizzazione, di tratta di esseri umani e conflitti. Come ambasciatrice ONU, Nadia partecipa attivamente ad iniziative per sensibilizzare sul tema della tratta di esseri umani e rifugiati. Nadia Murad ha raggiunto varie comunità di rifugiati e sopravvissuti ascoltando le testimonianze delle vittime della tratta e del genocidio.
Nel settembre 2016 l'avvocata Amal Clooney ha spiegato presso l'Ufficio delle Nazioni Unite per il controllo della droga e la prevenzione del crimine (UNODC) le motivazioni per cui ha accettato di rappresentare Nadia Murad nell'azione legale contro i comandanti Isis. Clooney, in quell'occasione, ha descritto il genocidio, lo stupro e la tratta come "burocrazia del diavolo a scala industriale" e ha sottolineato come la tratta di esseri umani è praticata dai soldati Isis, sia tramite i social network sia nelle zone da loro controllate. Nadia Murad ha ricevuto numerose minacce per via del suo impegno alla causa.

### L'iniziativa di Nadia
Nel settembre 2016, Murad ha annunciato l'Iniziativa di Nadia in un evento ospitato da Tina Brown a New York City. L’iniziativa intende fornire sostegno e assistenza alle vittime del genocidio. Nello stesso mese, è stata nominata prima Ambasciatrice di buona volontà per la dignità dei sopravvissuti alla tratta di esseri umani delle Nazioni Unite (UNODC).

### L'incontro con Papa Francesco
Il 3 maggio 2017 Murad ha incontrato Papa Francesco e l'arcivescovo Gallagher nella Città del Vaticano. Durante l'incontro, "ha chiesto aiuto per gli yazidi ancora prigionieri dell'Isis, ha riconosciuto il sostegno del Vaticano alle minoranze, ha discusso la possibilità di una regione autonoma per le minoranze in Iraq, ha evidenziato la situazione attuale e le sfide che devono affrontare le minoranze religiose in Iraq e Siria in particolare le vittime, gli sfollati interni e gli immigrati".

## Premio Nobel per la pace

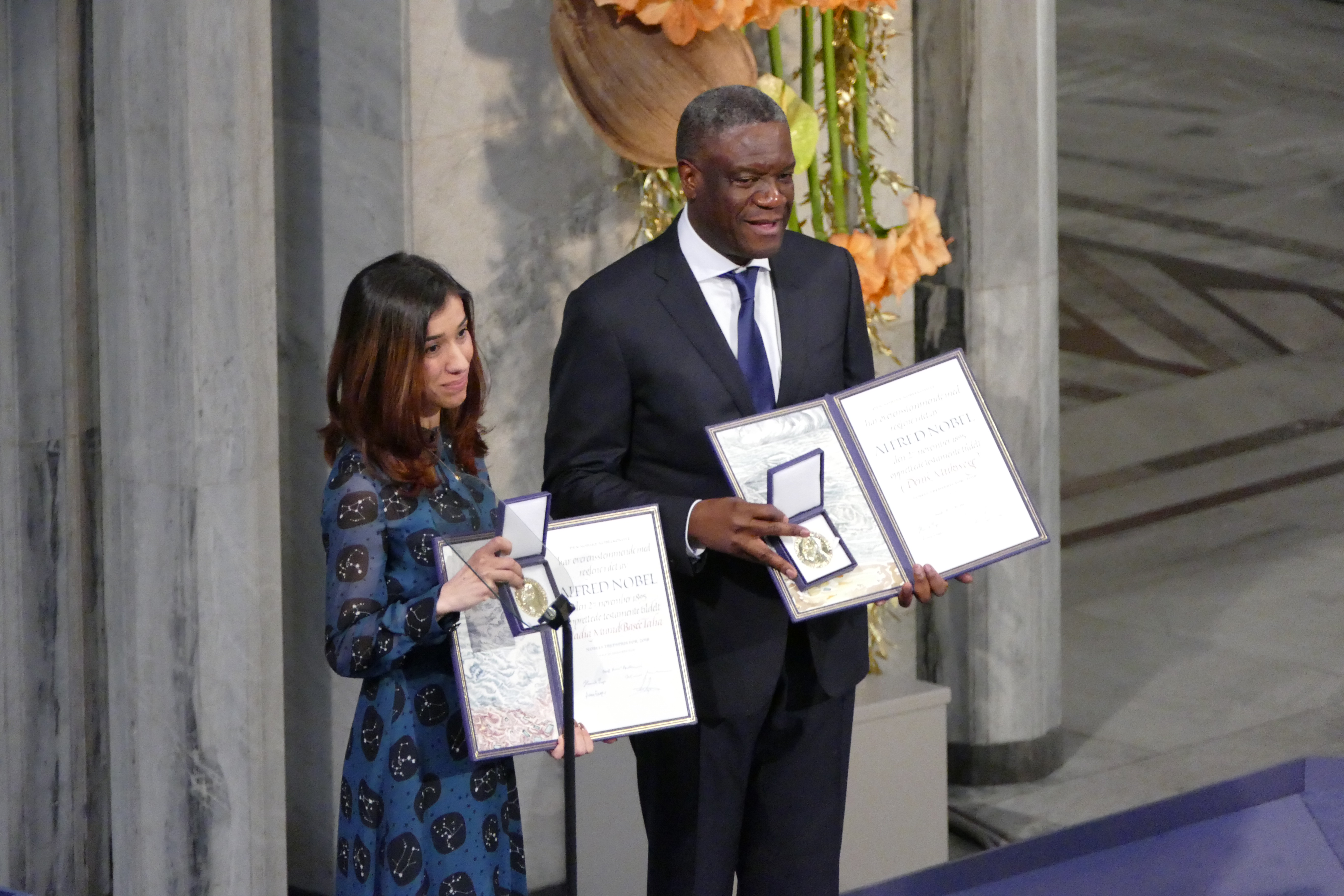
Murad e Denis Mukwege ricevono il Nobel per la Pace nel 2018

Nel 2018, Murad è stata co-vincitrice (insieme a Denis Mukwege, un ginecologo congolese) del Premio Nobel per la pace, assegnato per gli sforzi di entrambe le persone per porre fine alla violenza sessuale come arma di guerra. Il comunicato stampa del comitato del premio citava il suo rifiuto di rimanere "in silenzio e di vergognarsi" e parlava del suo coraggio nell'evidenziare il proprio calvario e quello di altre vittime. 

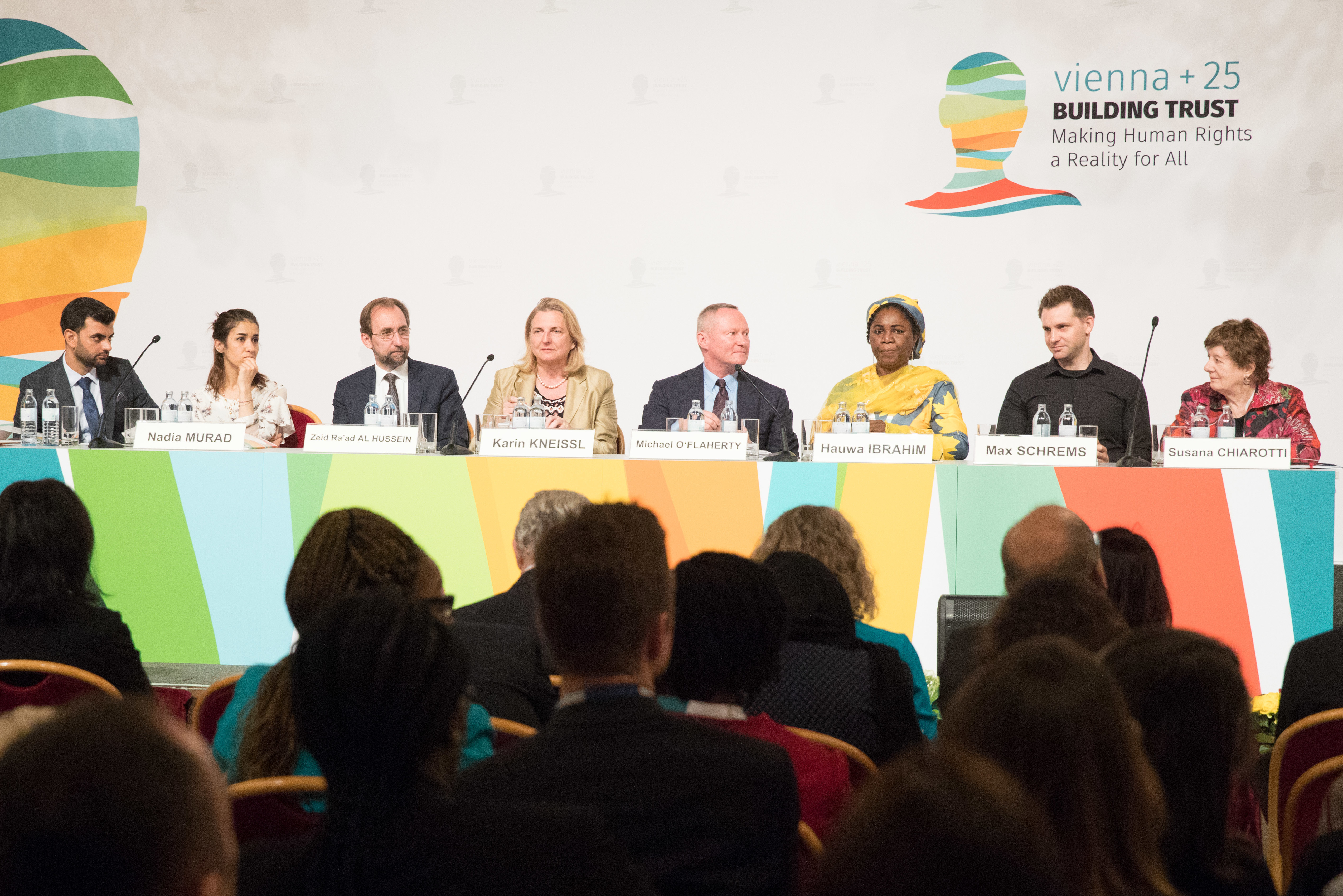
Panel sui diritti umani a Vienna nel 2018. Da sinistra a destra: 1 Abid Shamdeen 2 Nadia Murad 3 Zeid Ra'ad Al Hussein 4 Karin Kneissl 5 Michael O'Flaherty 6 Hauwa Ibrahim 7 Max Schrems 8 Susana Chiarotti

Nel 2018, l'attivismo di Murad si è concentrato su sicurezza e responsabilità. Nell'ambito dell'Iniziativa di Nadia, Murad ha collaborato con il Mine's Advisory Group (MAG) per sminare più di 2,6 milioni di metri quadrati di terreno a Sinjar, in Iraq. È stata inoltre determinante nella stesura e nell'approvazione della risoluzione 2379 del Consiglio di sicurezza delle Nazioni Unite. La risoluzione richiedeva la creazione di una squadra investigativa, guidata da un consigliere speciale, per sostenere gli sforzi nazionali volti a ritenere l'ISIL (Da'esh) responsabile raccogliendo, preservando e l'archiviazione in Iraq di prove di atti che potrebbero costituire crimini di guerra, crimini contro l'umanità e genocidio commessi dal gruppo terroristico ISIL (Da'esh).
L'attivismo di Murad si è concentrato sulla responsabilità e sull'uguaglianza di genere nel 2019, poiché ha contribuito al perseguimento della moglie di un militante dell'ISIL in Germania e alla raccolta di prove dei crimini dell'ISIL. Murad ha collaborato con la missione tedesca presso le Nazioni Unite per contribuire alla stesura e all'approvazione della risoluzione 2467 del Consiglio di sicurezza delle Nazioni Unite nell'aprile 2019. La risoluzione amplia gli impegni delle Nazioni Unite per porre fine alla violenza sessuale nei conflitti e sottolinea un approccio alla giustizia e alla responsabilità incentrato sui sopravvissuti. Murad ha anche preso parte a sostenere che gli stati membri del G7 adottassero una legislazione che protegga e promuova i diritti delle donne come membro del Consiglio consultivo di genere francese.

## Fondo Globale per i Sopravvissuti
Insieme al suo collega Premio Nobel per la Pace 2018, Denis Mukwege, Murad ha fondato il Global Survivors Fund nell’ottobre 2019. Il Fondo lavora per garantire che i sopravvissuti alla violenza sessuale legata ai conflitti abbiano accesso a risarcimenti e altre forme di risarcimento a livello globale.
Il Fondo Globale per i Sopravvissuti (GSF) si basa sugli sforzi di advocacy del Rappresentante Speciale del Segretario Generale delle Nazioni Unite sulla violenza sessuale nei conflitti (SRSG-SVC). Il Segretario generale delle Nazioni Unite ha approvato il GSF in una dichiarazione dell’aprile 2019 e la risoluzione 2467 del Consiglio di sicurezza ha fatto riferimento al GSF. Il G7 ha inoltre confermato il proprio sostegno al GSF nella sua Dichiarazione sull'uguaglianza di genere e l'emancipazione femminile dell'agosto 2019.

### Attivismo continuo
Murad ha esortato il governo della regione del Kurdistan iracheno a svolgere il proprio ruolo nella ricostruzione delle aree yazidi nel distretto di Sinjar e nel rimpatrio dei rifugiati a casa. Nechirvan Barzani ha annunciato il suo pieno sostegno “al ruolo umanitario che svolge al servizio della pace e delle vittime yazidi ”, si legge nella dichiarazione. 
Nel 2019, Murad è intervenuta alla seconda conferenza ministeriale annuale per promuovere la libertà religiosa in cui ha parlato della sua storia e delle sfide attuali affrontate dagli yazidi quasi cinque anni dopo gli attacchi del 3 agosto 2014. Ha presentato un "piano d'azione in cinque punti" per sostenere  le sfide che gli yazidi devono affrontare in Iraq. Murad è stata inclusa in una delegazione di sopravvissuti alla persecuzione religiosa provenienti da tutto il mondo le cui storie sono state evidenziate al vertice. Nell'ambito della delegazione, il 17 luglio 2019, Murad ha incontrato il presidente degli Stati Uniti Donald Trump nello Studio Ovale con il quale ha condiviso la sua storia personale di aver perso i suoi familiari, tra cui la madre e sei fratelli, e lo ha supplicato di fare qualcosa. 

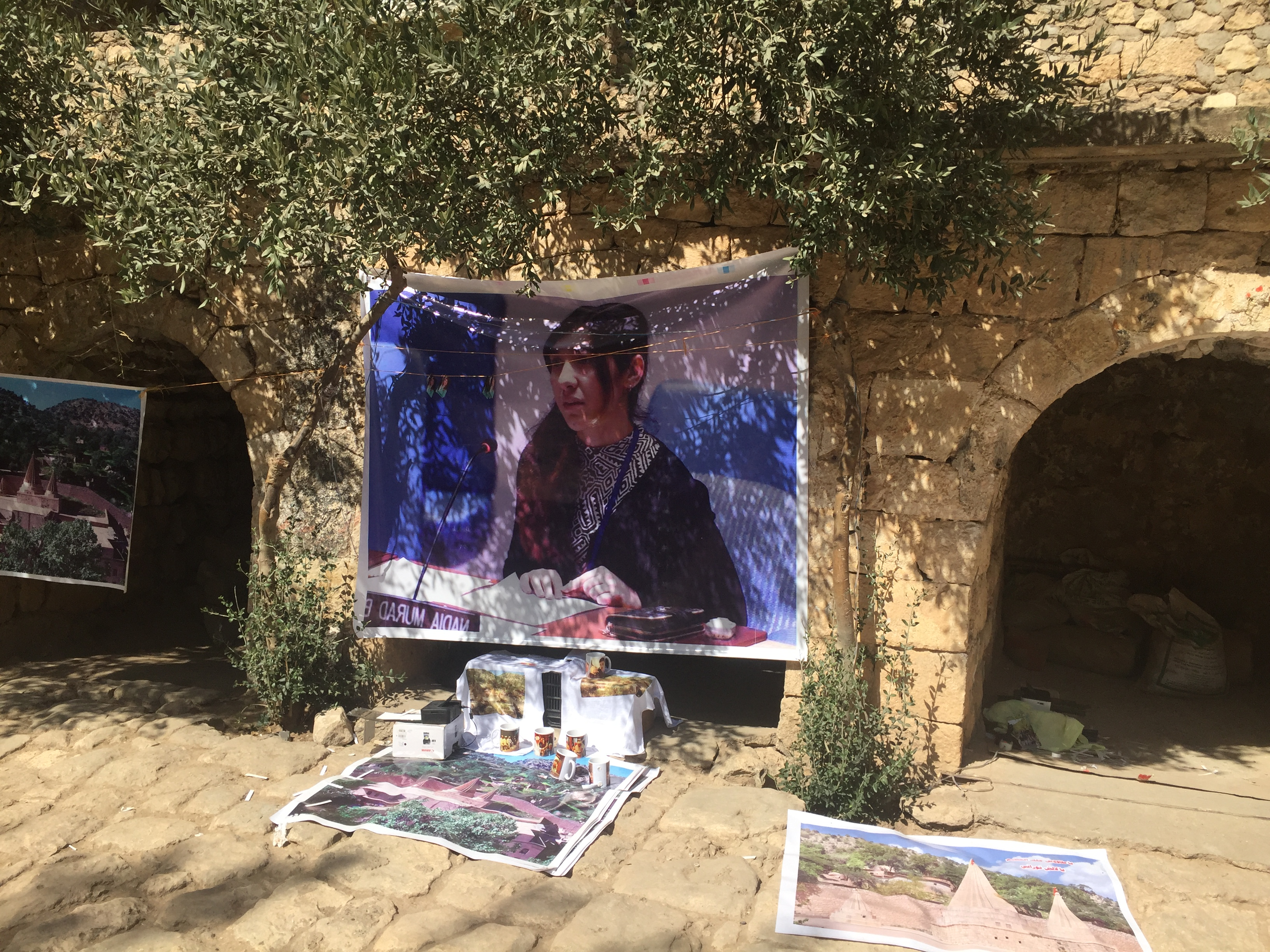
Poster di Nadia Murad al Tempio Yazidi di Lalish, Ninawa mentre parla al Consiglio di sicurezza delle Nazioni Unite

Nel 2020, Murad ha iniziato a collaborare con l'Institute for International Criminal Investigations (IICI) e con la Preventing Sexual Violence in Conflict Initiative (PSVI) del governo del Regno Unito per stabilire il Codice Murad. Il Codice è un’iniziativa consultiva globale volta a costruire e sostenere una comunità di migliori pratiche riguardanti le sopravvissute alla violenza sessuale legata ai conflitti. Il suo obiettivo principale è rispettare e sostenere i diritti umani dei sopravvissuti. 
Il 6 febbraio 2021, la comunità yazida ha seppellito 104 vittime del massacro di Kocho, tra cui due fratelli di Nadia. La cerimonia è stata segnata dal dolore poiché molti sopravvissuti hanno finalmente potuto seppellire i propri familiari più di sei anni dopo il genocidio. È stato anche un promemoria viscerale dell’urgente necessità di riesumare tutte le fosse comuni di Sinjar. Nel marzo 2021, il parlamento iracheno ha approvato la tanto attesa legge sulle donne yazide sopravvissute. La legge riconosce formalmente il genocidio yazidi e il trauma di genere derivante dalla violenza sessuale contro le donne yazidi e altre minoranze etniche. Pone le basi per il pagamento delle riparazioni e garantisce terra e opportunità di lavoro per i sopravvissuti alla prigionia dell’Isis. Murad ha collaborato con le autorità irachene e con la Coalizione per le Giuste Riparazioni per redigere e sostenere la legge.
Nel maggio 2021, la squadra investigativa delle Nazioni Unite per la promozione dei crimini commessi dal Da'esh/ISIL (UNITAD) ha presentato risultati fondamentali al Consiglio di sicurezza delle Nazioni Unite. Il consigliere speciale dell'UNITAD, Karim Khan, ha riferito al Consiglio di Sicurezza che "ci sono prove chiare e convincenti che i crimini contro il popolo yazida costituiscono chiaramente un genocidio". Murad si è unito ai procedimenti per invitare gli Stati membri a istituire processi internazionali e sostenere gli sforzi nazionali per perseguire i membri dell'ISIS per i loro crimini di genocidio e violenza sessuale.
Nel novembre 2021, un evento programmato di un club del libro in Canada con Nadia come relatrice è stato boicottato dalla sovrintendente del consiglio scolastico del distretto di Toronto, Helen Fisher: ha dichiarato che gli studenti della sua scuola non avrebbero partecipato per paura di offendere gli studenti islamici e di promuovere l'islamofobia. L'iniziativa ha suscitato ampie critiche e il consiglio è stato costretto a chiarire che queste opinioni non corrispondevano alla loro posizione ufficiale. 
Nel 2022, Murad, insieme alla Nadia's Initiative, all'Institute for International Criminal Investigation e al governo del Regno Unito, ha pubblicato il Codice Murad. Ha parlato dei suoi benefici al dibattito aperto del Consiglio di Sicurezza delle Nazioni Unite su "Responsabilità come prevenzione: porre fine ai cicli di violenza sessuale nei conflitti. Dibattito aperto sulla violenza sessuale legata ai conflitti".

## Vita privata
Il 19 agosto 2018, Murad ha sposato in Germania Abid Shamdeen, collega attivista per i diritti umani yazidi.

## Riconoscimenti
- 2016: Premio Václav Havel per i diritti umani
- 5 gennaio 2016: viene candidata dal governo dell'Iraq al Premio Nobel per la Pace per il suo attivismo.[24][25]
- 16 settembre 2016: diventa prima Ambasciatrice ONU per la dignità dei sopravvissuti alla tratta di esseri umani.[8][26]
- 27 ottobre 2016: le viene assegnato, insieme a Lamiya Aji Bashar, il Premio Sakharov per la libertà di pensiero[27]
- 2016: Premio Glamour per le donne che hanno resistito all'ISIS
- 2016: Premio Clinton Global Citizen
- 2016: Premio per la Pace dell'Associazione Spagnola delle Nazioni Unite
- 2016: TIME 100 persone più influenti
- 2016: Premio Oxi Coraggio
- 2017: Forbes 30 Under 30
- 5 ottobre 2018: le viene assegnato il Premio Nobel per la pace[4].
- 2018: Premio Hillary Clinton per il progresso delle donne in pace e sicurezza
- 2018: Premio Global Goals Changemaker
- 2018: Premio umanitario Elisabeth B. Weintz
- 2019: Premio Bambi
- 2019: Premio Targa d'Oro dell'American Academy of Achievement
- 2019: Premio Internazionale DVF
- 2019: Dottorato onorario della Seton Hall University
- 2019: Premio Internazionale Marisa Bellisario
- 2020: Premio Global Trailblazer di Vital Voices
- 2020: Premio Giustizia O'Connor
- 2020: Premio Frank e Cheri Hermance Atlas
- 2021: Premio UC Merced Spendlove
- 2022: membro presidenziale della Chapman University

## Filmografia
- Sulle sue spalle. regia di Alexandria Bombach. 2018
- Red Snake o Sisters in arms regia di Caroline Fourest, 2019